# Simon van Beek
Simon van Beek (* 18. Mai 1986 in Uster) ist ein ehemaliger Schweizer Eisschnellläufer. Zwischen 2002 und 2008 sicherte er sich neun Schweizer Meistertitel und hielt zwischenzeitlich mehrfach die Schweizer Landesrekorde über 100, 500 und 1000 Meter.

## Werdegang
Bei den Schweizer Einzelstreckenmeisterschaften 2005 in Davos gewann er über die zweimal 500 Meter seinen ersten Einzeltitel auf nationaler Ebene. Auch über 1000 Meter sowie im Mehrkampf konnte er den Titel gewinnen. Über 1500 Meter holte er Silber. Bei den Eisschnelllauf-Juniorenweltmeisterschaften 2005 im finnischen Seinäjoki lief van Beek auf den 43. Platz im Vierkampf. Im Januar 2006 startete er in Klobenstein erstmals im B-Weltcup. Über 1000 Meter lief er auf Platz 23. Wenige Tage später gewann er bei den gemeinsamen Schweizer und Österreicher Meisterschaften in Innsbruck Bronze über 500 Meter und Silber im Mehrkampf.
Bei den Schweizer Sprintmeisterschaften 2007 in Davos gewann van Beek den Titel im Sprint-Mehrkampf. Bei den gleichzeitig stattfindenden Einzelstreckenmeisterschaften sicherte er sich zudem die Titel über zweimal 500 Meter und im Mehrkampf. Am 27. und 28. Januar 2007 gab er in Heerenveen im Mehrkampf sein Debüt im Eisschnelllauf-Weltcup. Dabei scheiterte er jedoch als 30. bereits im Vorlauf. Es blieb sein einziger Weltcup-Start.
Van Beek hielt den Schweizer Rekord über 100 Meter (10,41 s), 500 Meter (36,95 s), 1000 Meter (1:13,04 min) und Sprintvierkampf.
Seine aktive Laufbahn beendete van Beek nach der Saison 2007/08.